# Sonia Mills
Sonia Mills (Emerald, 24 de enero de 1980) es una deportista australiana que compitió en remo.
Ganó dos medallas en el Campeonato Mundial de Remo, en los años 2005 y 2006. Participó en los Juegos Olímpicos de Pekín 2008, ocupando el octavo lugar en la prueba de doble scull.

## Palmarés internacional
| Campeonato Mundial | Campeonato Mundial | Campeonato Mundial | Campeonato Mundial |
| Año                | Lugar              | Medalla            | Prueba             |
| ------------------ | ------------------ | ------------------ | ------------------ |
| 2005               | Kaizu (Japón)      | Medalla de oro     | Ocho con timonel   |
| 2006               | Eton (Reino Unido) | Medalla de plata   | Cuatro scull       |